# Канадска литература
Канадска литература је створена на канадском енглеском, канадском француском и канадском гелском, а у новије време од стране Првих нација и досељеника других порекла. Утицај на канадске писце је широк, и географски и историјски, представљајући различитост Канаде у култури и региону. Иако је углавном написана на енглеском, „Аутохтона литература“ је започела процват и темељи се на многим различитим усменим традицијама, језицима и културним праксама. Међутим, Канађани су мање вољни да признају различите језике Канаде, као што је канадски галски. Доминантне европске културе биле су изворно енглески, француски и галски. Међутим, последњих деценија канадска литература је била под јаким утицајем имиграната из других земаља. Од 1980-их етничка и културна разноликост Канаде отворено се одражава у њеној литератури, при чему се многи њени најистакнутији писци фокусирају на идентитет етничке мањине, дуалност и културне разлике.
Канадска књижевност се често дели на књижевности на француском и енглеском језику, које су укорењене у књижевним традицијама Француске и Британије. Најранији канадски наративи били су о путовањима и истраживању. Ово је напредовало у три главне теме које се могу наћи у историјској канадској књижевности; природа, погранични живот, положај Канаде у свету, од којих су све три повезане са менталитетом гарнизона, услов који су делила сва друштва из колонијалне ере на својим почецима, али се понекад погрешно мислило да се односи углавном на Канаду, јер је канадски интелектуалац сковао тај термин. Последњих деценија канадска књижевност је била под снажним утицајем имиграната из целог света. Од 1980-их, етничка и културна разноликост Канаде се отворено одражавала у њеној литератури, која је до 1990-их била широко цењена широм света.

## Аутохтона литература
Аутохтони становници Канаде су културолошки различити. Свака група има своју књижевност, језик и културу. Израз "аутохтона литература" стога може бити погрешан. Као што писац Џенет Армстронг у једном интервјуу каже, "Држала бих се подаље идеје „домородачке“ литературе, тако нешто (фактички?) не постоји. Постоје мохочка (име народа: Мохок/Мохоци) и оканаганска (име народа: Оканаган/-и) литература, али нема генеричке домородачке литературе у Канади".

## Након 1867
Група песника која је сада позната као „Песници конфедерације”, укључујући Чарлс Џ. Д. Робертс, Арчибалд Лампман, Блис Карман, Данкан Кембел Скот и Вилијам Вилфред Кембел, постала је важна у 1880-им и 1890-им. Одабиром света природе за њихову инспирацију, њихов рад је проистекао из властитих искустава и, у најбољем случају, написан њиховим властитим тоновима. Исабела Валанси Крофорд, Фредерик Џорџ Скот и Франсис Шерман су такође понекад повезани са овом групом.
Током овог периода, Е. Полин Џонсон и Вилијам Хенри Драманд писали су популарну поезију. Џонсонова поезија је заснована на њеном делимичном мохавском пореклу, а Драманд, песник хабитата, писао је дијалектне стихове.
Л. М. Монтгомеријев роман Ен од Зелених забата први пут је објављен 1908. Процењује се да је продато 50 милиона примерака и то је једна од најпродаванијих књига широм света.
Реагирајући против традиције која је наглашавала дивљину, роман песника Ленарда Коена, Лепи губитници (1966), један рецензент је означио „најодвратнијом књигом икад написаном у Канади”. Међутим, Коен је вероватно најпознатији као фолк певач и текстописац, са интернационалним следбеницима.